# 常庚哲
常庚哲（1936年8月—2018年11月18日），男，湖南长沙人，中国数学家、数学教育家，曾任中国科学技术大学教授、博士生导师，安徽省数学会理事长。